# Bitch (gruppo musicale)
Bitch è stato un gruppo heavy metal statunitense, formatosi a Los Angeles nel 1981. Durante la loro carriera, erano più che altro noti per i loro atteggiamenti live oltraggiosi, in particolare della loro frontwoman, Betsy Weiss (in arte Betsy Bitch), la quale soleva presentarsi dal vivo in tenuta sadomaso.

## Storia del gruppo
Dopo essersi formata nel 1982, la band entra subito in contatto tramite il chitarrista della band, David Carruth, con Brian Slagel (futuro fondatore della Metal Blade Records). Con l'ausilio di Slagel, la band incide nel 1982 un EP autofinanziato, Damnation Alley, che è anche la prima registrazione effettuata da Metal Blade.
In quel periodo i Bitch condividono il palco con vari gruppi emergenti dell'epoca e famosi negli anni, come (Metallica, Slayer, Ratt, W.A.S.P., Armored Saint e Lizzy Borden).
L'anno successivo pubblicano il loro primo album in studio, Be My Slave, di genere heavy metal e dalle tinte speed. Durante il tour del disco, la band riesce a farsi notare per il suo abbigliamento caratterizzato da borchie e vestiti di pelle in stile sadomaso ma soprattutto grazie alla cantante Betsy Bitch.  Ispirandosi alle performance scioccanti del suo mito, Alice Cooper, Betsy si esibisce emulando atti di sadomasochismo e bondage, tramite fruste, corde e catene. A causa di questo tipo di intrattenimento dal vivo, la band viene più volte accusata.
Nel 1984, Betsy appare nell'Ep dei Lizzy Borden Terror Rising, duettando con il leader della band inDon't Touch Me There, reinterpretazione del brano dei The Tubes.
Per via di problemi contrattuali, passano ben quattro anni prima dell'uscita del secondo disco, The Bitch is Back del 1987. Altre accuse cadono sul gruppo, mosse principalmente da Tipper Gore, fondatrice della P.M.R.C.. Nelle liste dei ringraziamenti contenute nel disco, la band inserisce quindi anche il suo nome, ritenendo che la donna facesse per loro pubblicità gratuita con le sue critiche in TV e con le foto che la ritraevano con il disco in mano per sostenere la sua causa.
Nel 1988, spinti da un tentativo di ricevere maggiori consensi dal pubblico, cambiano nome in "Betsy" ed abbandonano l'immagine trasgressiva che li ha distinti fino a quel momento. Pubblicano quindi l'omonimo Betsy, album caratterizzato da un suono di molto più facile ascolto rispetto ai precedenti. Comunque, questa svolta non porta notevoli differenze e la band torna nuovamente al vecchio nome.
Nel 1989, il gruppo pubblica un nuovo Ep A Rose By Any Other Name, contenente brani che avrebbero dovuto successivamente far parte di un nuovo disco ma, per via di contrasti interni al gruppo si sciolgono l'anno seguente, nel 1990.
La band torna nuovamente unita in occasione del Bang Your Head Festival del 2003 ma, a detta dei membri del gruppo, non si è mai pensato ad una riunione.

## Formazione

### Formazione attuale
- Betsy "Bitch" Weiss: voce
- Daniel Oliverio: chitarra
- Angelo Espino: basso
- Rob Alaniz: batteria (dal 2010)

### Ex componenti
- Richard Zusman: basso (1982)
- Mark Anthony Webb: basso (1982–1983)
- Joseph Romersa: tastiere (1987)
- David Carruth: chitarra (1980–2003)
- Ron Cordy: basso (1983–1989)
- Rob Settles: batteria (1980–2010) deceduto

## Discografia parziale

### Album
- 1983 – Be My Slave (Metal Blade Records)
- 1987 – The Bitch is Back (Metal Blade Records)
- 1988 – Betsy (Metal Blade Records)

### EP
- 1982 – Damnation Alley (Metal Blade Records)
- 1989 – A Rose By Any Other Name (Metal Blade Records)

### Raccolte
- 1989 – Be My Slave/Damnation Alley (Metal Blade Records)